# 6186 Zenon
6186 Zenon (1988 CC2) là một tiểu hành tinh vành đai chính được phát hiện ngày 11 tháng 2 năm 1988 bởi E. W. Elst ở La Silla.